# アントニイ・バークリー

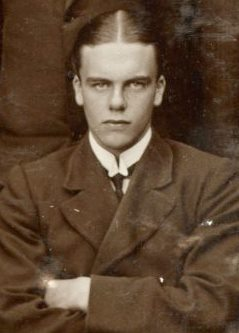
アントニイ・バークリー

アントニイ・バークリー（Anthony Berkeley、1893年7月5日 - 1971年3月9日）は、イギリスの推理作家。本名はアントニイ・バークリー・コックス (Anthony Berkeley Cox) 。「アントニイ・バークリー」の他、A・B・コックス、先祖の名からとったフランシス・アイルズ (Francis Iles) 、別邸の名からとったA・モンマス・プラッツ (A. Monmouth Platts) 、「?」といった名義も用いた。
革新的な作風で、『毒入りチョコレート事件』『殺意』『試行錯誤』といった作品で知られる。

## 経歴
1893年ハートフォードシャーの裕福な医者の家に3人兄妹の長男として生まれた。オクスフォード大学を卒業後、第一次世界大戦に陸軍大尉として従軍した。その後はユーモア雑誌『パンチ』の常連寄稿家としてユーモア小説などを発表していた。1925年に「?」名義で出版した『レイトン・コートの謎』が評判となり、以降推理小説を盛んに発表していくことになる。
『地下室の殺人』『第二の銃声』などロジャー・シェリンガムを探偵としたシリーズや『ピカデリーの殺人』などアンブローズ・チタウィックを探偵としたシリーズ、アイルズ名義で発表した犯罪心理小説などの数々は、推理小説黄金期に広く読まれた。小説によって築いた財産や相続財産は莫大なものであったといわれるが、1939年以降はほぼ絶筆状態になり、晩年は不遇であった。

## 作風
バークリー名義の実験的な複数探偵もの『毒入りチョコレート事件』や、登場人物の性格描写が優れた『第二の銃声』などは、いずれも推理小説に新しい地平をもたらした里程標の一つである。またフランシス・アイルズの名で発表された『殺意』『レディに捧げる殺人物語』などの作品によって犯罪心理小説の分野を開拓した。どんでん返しを偏愛する作風については、評価する声がある一方、あまりにも唐突すぎて充分に根拠が語られていないと同時期の英国推理作家セイヤーズのウィムジィものの中で「ロジャー・シェリンガム式」として批判されている。
シャーロック・ホームズ流名探偵を嫌い、無礼でお喋りで社交的な探偵ロジャー・シェリンガムを登場させた。シェリンガムは決して天才的ではなく誤った推理も数多い。仲間であり好敵手でもあったスコットランド・ヤードのモーズビー警部（後、首席警部）もそれまでの典型的警察像と離れ、シェリンガムと対等に捜査合戦を繰り広げ、時には勝利する。
名前の頭文字をとるとABCになる。イニシャルをとったA・B・コックス(Cox)はもちろんだが、『毒入りチョコレート事件』、『試行錯誤』の探偵アンブローズ・バターフィールド・チタウィックも同様なのが面白い。このチタウィックもホームズとはかけ離れたタイプの探偵である。
推理小説界の支援者であり、1928年頃にセイヤーズやF・W・クロフツらと共に設立した推理作家の親睦団体ディテクションクラブではその名誉首席会員として遇された。（セイヤーズの死後脱会）
日本では近年主要作品の邦訳が次々現れ、再評価が進んでいる。A・B・コックス名義で新聞に連載され、モンマス・プラッツ名義で刊行されて以来ほとんど知られることのなかったCicely Disappears(1927)まで邦訳された（『シシリーは消えた』）。

## 主要作品
()内は米国での題名ないし別題。『』内は邦訳書の題名である。

### アントニイ・バークリー名義の長編
- シェリンガムもの
  1. The Layton Court Mystery, 1925 『レイトン・コートの謎』。当初「?」名義。
  2. The Wychford Poisoning Case : An Essay in Criminology, 1926 『ウィッチフォード毒殺事件』
  3. Roger Sheringham and the Vane Mystery (The Mystery at Lovers' Cave, The Vane Mystery), 1927 『ロジャー・シェリンガムとヴェインの謎』
  4. The Silk Stocking Murders, 1928 『絹靴下殺人事件』
  5. The Second Shot, 1930 『第二の銃声』
  6. The Storey Murder (Top Story Murder), 1931 『最上階の殺人』
  7. Murder in the Basement, 1932 『地下室の殺人』
  8. Jumping Jenny (Dead Mrs. Stratton), 1933 『ジャンピング・ジェニィ』
  9. Panic Party (Mr. Pidgeon's Island), 1934 『パニック・パーティー』
- チタウィックもの
  1. The Piccadilly Murder, 1929 『ピカデリーの殺人』
  2. Trial and Error, 1937 『試行錯誤』（『トライアル&エラー』）
- シェリンガム、チタウィック両探偵が登場するもの
  1. The Poisoned Chocolate Case, 1929 『毒入りチョコレート事件』
- その他
  1. Not to Be Taken, 1938 『服用禁止』
  2. Death in the House, 1939

### フランシス・アイルズ名義の長編（犯罪心理小説）
1. Malice Aforethought : A Story of a Commonplace Crime, 1931 『殺意』
2. Before the Fact : A Murder Story for Ladies, 1932 『レディに捧げる殺人物語』（『犯行以前』[1]）-『断崖』のタイトルで映画化されている。
3. As for the Woman : A Love Story, 1939 『被告の女性に関しては』

### A・B・コックス名義の長編 （ユーモア小説）
1. The Family Witch, 1926
2. The Professor on Paws, 1926
3. Mr. Priestley's Problem (An Amateur Crime),1927 『プリーストリー氏の問題』

### A・モンマス・プラッツ名義の長編
1. Cicely Disappears,1927 『シシリーは消えた』

### 短編
- アントニイ・バークリー名義（※がついているのはシェリンガム登場作品）
  1. The Avenging Chance 「偶然の審判」（『毒入りチョコレート事件』の原型）※
  2. Mr. Simpson Goes to the Dogs 「帽子の女」
  3. Right to Kill 「殺しの権利」
  4. The Sweets of Triumph 「成功の菓子」
  5. Perfect Alibi 「完璧なアリバイ」※
  6. The Wrong Jar 「瓶ちがい」※
  7. Mr.Bearstowe Says... 「ブルームズベリで会った女」※
  8. The policeman Only Taps Once 「警官は一度だけ肩を叩く」
  9. White Butterfly 「白い蝶」※
  10. Razor Edge 「のるかそるか」※
  11. Publicity Heroine
  12. Unsound Mind
  13. Direct Evidence ※
  14. Double Bluff ※

- ホームズものパロディ
  1. The Tale of "Little Bo-Peep" as Conan Doyle Would Have Written It,1923 「ボー・ピープのヒツジ失踪事件」
  2. Holmes and the Dasher,1925 「ホームズと翔んでる女」

- フランシス・アイルズ名義
  1. Outside the Law 「無法地帯」
  2. Dark Journey 「暗い旅路」
  3. It Takes Two to Make a Hero...(The Coward) 「臆病者」
  4. The Lost Diary of Th*m*s A. Ed*s*n

- A・B・コックス名義
  1. Brenda Entertains（短編集）